# Championnat de France de Drift FFSA
Le Championnat de France de Drift FFSA (communément appelé « CFD ») est une compétition de Drift crée en 2013 et reconnue par la Fédération Française du Sport automobile depuis 2014. Elle professionnalise la pratique du Drift (en anglais drifting, « dérive »), une discipline du sport automobile qui consiste à faire déraper un véhicule en passant par des points de contrôle (appelés « Clipping Points »). L'épreuve se déroule devant des juges qui notent les pilotes selon les critères suivants : vitesse, angle de dérapage, ligne et style de pilotage. L'aspect sport-spectacle est présent de par les « Battle », format dans lequel deux pilotes s'affrontent côte-à-côte.

## Histoire
Trouvant ses racines dans les années 80 au Japon, notamment grâce au Touge, le Drift s'est structuré et les premières compétitions ont vu le jour. Peu à peu, le Drift s’est fait connaître et des compétitions officielles ont vu le jour, d’abord au Japon puis dans le monde entier. La France et l’Europe n’ont pas échappé à la propagation de l’engouement pour ce sport si spectaculaire.
Le Drift débute en France au début des années 2000. Il se professionnalise avec l'arrivée du Drift Challenge en 2009, compétition pionnière dans l'hexagone, organisée par Tony Jouin et son équipe. À la suite de l'arrêt du précédent championnat, Jérôme Vassia décide de reprendre les rênes de cette jeune discipline en plein essor, en créant le Championnat de France de Drift (communément appelé CFD) en 2013.
En 2014, la discipline devient fédérale et est reconnue par la Fédération Française du Sport Automobile (FFSA). Cette avancée majeure lui permet d'être accompagnée et admise auprès des plus grands noms et lieux de pratique du sport automobile. Depuis, le Championnat n'a eu de cesse de se développer tant du point de vue sportif que sur son organisation globale.
À ce jour le championnat comporte des pilotes, des préparations mécaniques et un public digne des plus grands championnats au monde avec notamment une des meilleures audiences en sport mécanique en France.

## Compétition

### Déroulement
Le Championnat de France de Drift FFSA se déroule sous forme de manches, réparties sur plusieurs circuits en France (une manche par an peut avoir lieu hors de l'Hexagone). Le vainqueur est celui qui marque le plus de point au cumulé de toutes les manches.

### Catégories
Il existe 2 catégories au CFD : Élite, Pro .
Des compétitions régionales sont en cours de création, les premiers à avoir créer un challenge régional FFSA de drift sont une partie de l’association Normandie Racing (organisateurs de trackday) . Leur challenge (équivalent à championnat) est la VikingCup avec deux catégories « loisirs » (suite à l’arrêt de la catégorie loisir au CFD ce challenge a repris cette catégorie) et «semi-pro» , créé en 2025. 
La compétition est historiquement articulée autour de la catégorie « Élite », qui comporte les pilotes les plus expérimentés. Ces pilotes sont soumis au règlement technique de la compétition, dont la principale différence est la limitation à des pneumatiques d'une section de 265mm. Cette catégorie se dispute sous le format "Top 32".
La catégorie « Pro » (officiellement reconnue depuis 2024) est une formule de promotion pour les pilotes moins expérimentés. Elle se distingue de la catégorie Élite de par la section maximale des pneumatiques qui ne peuvent pas dépasser 245mm. Elle se déroule sous le format « Top 16 ».

### Format de manche
Les manches se déroulent en trois phases, les essais, les one shot battle et les « Battles ».

#### Essais
Les essais consistent à prendre la piste, pour tous les pilotes de toutes les catégories confondues, et de s'entrainer sur le parcours de la compétition. Les véhicules sont soumis au même règlement technique que lors du reste de la manche, et les sessions sont limitées dans le temps.

#### Qualifications
Les qualifications déterminent l'ordre et les tableaux des Battles. Les pilotes ont deux tentatives (appelés « Runs ») pour marquer le plus de points. Les juges (aidés de la télémétrie) vont attribuer des points selon les critères suivants : vitesse, angle de dérapage, ligne et style de pilotage. Les pilotes sont classés par nombre de points, et le vainqueur remporte la Pole position.

#### Battles
Les battles peuvent se dérouler selon deux formats : Le Top 32 (catégorie Élite) et le Top 16 (catégorie Pro). Le principe est le suivant, le Top 32 se compose des 32 meilleurs pilotes à l'issue des qualifications s'affrontent lors de battle. À l'image d'autres sports, les 32 pilotes sont répartis sur un tableau final, où le 1er qualifié rencontre le 32ème au premier tour, le 2nd affronte le 31ème et ainsi de suite.
Le déroulement d'un battle est le suivant : 
Un pilote est désigné « Leader », dans cette positon, le pilote devra réaliser le meilleur passage type qualification possible en permettant le passage « chassable » (en français « suivable ») par le suiveur.
L'autre pilote est désigné « Suiveur » dans cette position, le pilote devra démontrer aux juges qu'il est en mesure de reproduire le passage du leader tout en étant le plus proche possible et dans la trace du leader.
La proximité est un des facteurs clés de la notation des juges et fait de la discipline son côté spectaculaire. Le pilote le mieux qualifié commencera le battle en position de Leader

#### Notation
La notation des battles se fait en répartissant 10 points entre les deux adversaires en fonction de la supériorité de l’un sur l’autre. Le score avec l’avantage intermédiaire peut être donné avant le départ du second run de la battle. (Ex : ex aequo donne 5/5, une légère supériorité donne 6/4...et ainsi de suite.) À la suite des passages notés, les juges détermineront alors le vainqueur de la battle. En cas d’égalité, par exemple 6/4 au premier passage noté et 4/6 au second, les juges ordonneront de reconduire la battle (One more time).
Dans le cas d’un One More Time (1 seul passage après une égalité en battle pour départager les 2 concurrents), le mieux qualifié des 2 pilotes aura le choix de sa position en Leader ou Suiveur).
Au Championnat de France de Drift FFSA, les juges sont au nombre de 3, dont 1 dédié à la télémétrie.

#### Règles particulières
En cas de non-présentation du pilote en zone de chauffe (zone utilisée par les pilotes pour chauffer les pneumatiques), les pilotes disposent de 5 minutes à compter de l'horaire initialement prévu pour se présenter. Cette règle est déclenchée pour de diverses raisons, la plus courante étant un problème mécanique. C'est la règle des 5 minutes.
Tous les véhicules sont équipés de boitiers télémétriques, qui vont recueillir la position exacte du véhicule (ainsi que l'angle, la vitesse, la trajectoire...) Le Drift est une des seules disciplines où les données font partie intégrante du sport, avec 1 des 3 votes des juges qui est désigné grâce à la télémétrie.

## Résultats
Voici les podiums de chaque catégorie depuis leur création : 
| Année | Champion         | 2nd               | 3e                |
| ----- | ---------------- | ----------------- | ----------------- |
| 2014  | Benjamin Boulbes | Nicolas Delorme   | Laurent Cousin    |
| 2015  | Antoine Amar     | Nicolas Dufour    | Benjamin Boulbes  |
| 2016  | Nicolas Dufour   | Benjamin Boulbes  | Jocelin Janin     |
| 2017  | Benjamin Boulbes | Francesco Conti   | Laurent Cousin    |
| 2018  | Benjamin Boulbes | Nicolas Dufour    | Laurent Cousin    |
| 2019  | Benjamin Boulbes | Laurent Cousin    | Kevin Jozou       |
| 2020  | Benjamin Boulbes | Axel François     | Kevin Jozou       |
| 2021  | Jérémy Mérires   | Axel François     | Jason Banet       |
| 2022  | Antoine Amar     | Jason Banet       | Mathias Locatelli |
| 2023  | Jason Banet      | Kevin Jozou       | Mathias Locatelli |
| 2024  | Jason Banet      | Mathias Locatelli | Anthony Rocci     |

### Titres par pilote (2014-2023)[4]
| Rang | Pilote           | Nombre de titres | Années                       |
| ---- | ---------------- | ---------------- | ---------------------------- |
| 1    | Benjamin Boulbes | 5                | 2014, 2017, 2018, 2019, 2020 |
| 2    | Antoine Amar     | 2                | 2015, 2022                   |
| 2    | Jason Banet      | 2                | 2023, 2024                   |
| 3    | Nicolas Dufour   | 1                | 2016                         |
| 3    | Jérémy Mérires   | 1                | 2021                         |